# Villasuso (Campoo de Yuso)
Villasuso es una localidad del municipio de Campoo de Yuso (Cantabria, España). En el año 2008 contaba con una población de 65 habitantes (INE). La localidad se encuentra a 859 metros de altitud sobre el nivel del mar.
Está en el istmo de la península de La Lastra, junto al pantano del Ebro.
A esta población se accede desde la carretera CA-171 a través de la carretera local CA-723 y carece de líneas de transporte público regular, siendo la parada más cercana la situada en La Costana en la intersección de dichas carreteras.